# Centropus goliath
El cucal goliat (Centropus goliath) es una especie de ave cuculiforme de la familia Cuculidae endémica de Indonesia.

## Distribución
Se encuentra restringido a las islas septentrionales del archipiélago de las Molucas.